# István Nagy
Pour les articles homonymes, voir István Nagy (homonymie) et Nagy.
Dans le nom hongrois Nagy István, le nom de famille précède le prénom, mais cet article utilise l’ordre habituel en français István Nagy, où le prénom précède le nom.
István Nagy (né le 14 avril 1939 à Budapest en Hongrie et mort le 22 octobre 1999) est un joueur de football international hongrois, qui évoluait au poste de milieu de terrain, avant de devenir entraîneur.

## Biographie

### Carrière de joueur

#### Carrière en sélection
Avec l'équipe de Hongrie, il joue 22 matchs (pour aucun but inscrit) entre 1961 et 1967.
Il joue son premier match le 7 mai 1961 contre la Yougoslavie et son dernier le 24 mai 1967 contre le Danemark.
Il figure dans le groupe des sélectionnés lors des Coupes du monde de 1962 et de 1966. Il joue deux matchs lors du mondial 1966 : contre le Portugal et l'URSS. En revanche il ne joue aucun match lors du mondial 1962.
Il participe également à l'Euro de 1964, ainsi qu'aux Jeux olympiques de 1964.

## Palmarès
| MTK Budapest - Championnat de Hongrie : - Vice-champion : 1958-59 et 1962-63. - Coupe d'Europe des vainqueurs de coupe : - Finaliste : 1963-64. |  | Hongrie - Jeux olympiques (1) : - Or : 1964. |